# Мельгунов, Алексей Павлович
Алексе́й Па́влович Мельгуно́в (17 июня 1876 — после 1917) — русский офицер, общественный деятель и политик, член IV Государственной думы от Уфимской губернии.

## Биография
Православный. Из потомственных дворян Уфимской губернии. Землевладелец Мензелинского уезда (1300 десятин).
Окончил 1-й Московский кадетский корпус и Константиновское артиллерийское училище (1895), был выпущен офицером в 6-ю батарею 2-й гренадерской артиллерийской бригады.
В 1898 году вышел в запас в чине поручика артиллерии и поселился в своем имении, где посвятил себя ведению хозяйства и общественной деятельности. В 1901—1907 годах служил земским начальником. Избирался гласным Мензелинского уездного (1902—1917) и Уфимского губернского (1904—1917) земств, почетным мировым судьей (1910—1917). Состоял депутатом дворянства по Мензелинскому уезду (1911—1917) и помощником уездного предводителя дворянства.
В 1912 году был избран членом Государственной думы от Уфимской губернии. Входил во фракцию прогрессистов. Состоял товарищем председателя продовольственной комиссии и членом комиссий: по военным и морским делам, распорядительной, о путях сообщения, по запросам, по местному самоуправлению, по переселенческому делу. Входил в Прогрессивный блок до октября 1916, когда его покинула фракция прогрессистов.
В годы Первой мировой войны состоял уполномоченным 2-го полевого врачебно-питательного отряда Всероссийского земского союза.
После Февральской революции находился на лечении в Мензелинском уезде. В апреле прибыл в Уфу, где вступил во временное исполнение обязанностей члена Уфимской губернской земской управы, с 22 апреля состоял помощником уфимского губернского комиссара Временного правительства.
Дальнейшая судьба неизвестна.